# Grmožur
Grmožur är en ö i Montenegro. Den ligger i den södra delen av landet, 25 km söder om huvudstaden Podgorica.